# Tour de Champel
La tour de Champel est un bâtiment situé à Champel, dans la ville de Genève en Suisse. Elle est édifiée en 1877 pour le compte de David Moriaud, promoteur des bains thérapeutiques de l'Arve.
Centré sur les vertus thérapeutiques des eaux de l’Arve, ce lieu de villégiature était relié à la gare par un tramway.
Haute de 17 mètres, la tour est ensuite aménagée en salon de thé pour les curistes et offre une vue à 360° aux visiteurs et visiteuses sur le Salève, les Alpes, le Jura et la ville de Genève.
Laissée à l’abandon au début des années 1970 et menaçant de s'écrouler, elle fut rénovée en 1985, uniquement extérieurement : tous les accès à la terrasse, qui donnait alors une vue sur Carouge et l'Arve, furent condamnés.

## Visiteurs célèbres
Plusieurs personnes célèbres l'ont visité. On peut citer :
- Guy de Maupassant
- Camille Saint-Saëns
- Hippolyte Taine
- Romain Rolland